# Lover, Beloved: Songs from an Evening with Carson McCullers
Lover, Beloved: Songs From An Evening With Carson McCullers è il nono album discografico in studio della cantautrice statunitense Suzanne Vega, pubblicato nel 2016.

## Il disco
L'album segue la pièce teatrale "Carson McCullers Talks About Love" che parla della vita della scrittrice Carson McCullers. Suzanne Vega ha scritto 8 canzoni in collaborazione con Duncan Sheik e 2 con Jefry Stevens.

## Tracce
1. Carson's Blues – 2:56
2. New York Is My Destination – 3:09
3. Instant of the Hour After – 3:06
4. We of Me – 2:52
5. Annemarie – 3:18
6. Twelve Mortal Men – 2:47
7. Harper Lee – 3:43
8. Lover, Beloved – 3:24
9. The Ballad of Miss Amelia – 4:18
10. Carson's Last Supper – 3:32